# Mesketo
Pour les articles homonymes, voir Basketo.
Le mesketo ou basketo est une langue afro-asiatique parlée dans le woreda spécial de Basketo (woreda spécial) dans la Région des nations, nationalités et peuples du Sud en Éthiopie.

## Sources
- (en) Alemayehu Abebe, Sociolinguistic survey report of the Mesketo language of Ethiopia, SIL International, coll. « SIL Electronic Survey Reports » (no 2002-067), 2002 (lire en ligne)